# Asplenium pseudofontanum x majoricum
Asplenium pseudofontanum x majoricum là một loài dương xỉ trong họ Aspleniaceae. Loài này được Litard. mô tả khoa học đầu tiên.
Danh pháp khoa học của loài này chưa được làm sáng tỏ. 